# Pedro Iarley
Pedro Iarley Lima Dantas (Quixeramobim, Ceará, Brasil, 29 de marzo de 1974) es un exfutbolista brasileño que se desempañaba en la posición de mediocampista ofensivo. Su primer y último equipo fue el Ferroviário de Brasil.
Es poseedor de una larga trayectoria dentro del fútbol brasilero, en donde destacó en clubes como Paysandu e Inter de Porto Alegre, así también como de un fructífero paso por Boca Juniors, en donde superó las expectativas y ganó dos títulos, incluida la Copa Intercontinental del año 2003.
Con Inter de Porto Alegre conquistaría la Copa Libertadores del año 2006, que le permitiría disputar la final del Mundial de Clubes frente al FC Barcelona, donde el equipo gaucho terminaría quedándose con el trofeo, gracias a una asistencia de Iarley.

## Trayectoria
Durante los primeros años de su carrera Iarley tuvo breves pasos por diferentes clubes de Brasil, y España aunque la mayoría de estos clubes jugaban en las categorías del ascenso. Sin embargo, puede destacarse su paso por el Real Madrid B en 1996.
En 2003 llegó a Paysandú Sport Club que le permitió participar por primera vez de la Copa Libertadores por la cual jugó ocho partidos y convirtió 3 goles. El equipo quedó eliminado en los octavos de final frente a Boca. En el partido de ida, el Xeneize había perdido por 1 a 0 con gol un gol suyo justamente, en la mismísima Bombonera. En la vuelta, fueron derrotados por 4-2 quedando eliminados.
Es comprado por Boca Juniors en 2003 y disputó 17 partidos en el Apertura del mismo año y metió tres goles: frente a Racing, River en el Estadio Antonio V. Liberti en la victoria de su equipo por 2 a 0, y San Lorenzo. Al mismo tiempo, estuvo en dos encuentros por la Copa Sudamericana y marcó frente a Colón. Finalmente ganó este torneo y viajó a Japón para jugar la Copa Intercontinental frente al AC Milán en diciembre de ese año, que terminó también adjudicándose tras la victoria el conjunto argentino, por penales (3-1). En aquel partido Iarley fue determinante, ya que propició una asistencia clave para el gol del empate de su compañero Matías Donnet.
Por el Clausura 2004 jugó 10 encuentros y convirtió dos goles ambos frente a Olimpo de Bahía Blanca en el empate por 2 a 2. Por la Copa Libertadores 2004 jugó 6 encuentros y sin ningún grito.
Luego pasó a Dorados de Sinaloa, donde participó de 27 choques y marcó cinco goles, colaborando para que el equipo pudiera seguir en primera y no descendiera. A mediados de 2005 y a pesar de que se sentía muy cómodo, por problemas con la dirigencia decidió pasar al Internacional de Porto Alegre.
En el conjunto brasileño, en 2006, ganó la Copa Libertadores en la que jugó siete partidos y no convirtió goles. En diciembre de ese año nuevamente volvió a Japón pero para disputar el Mundial de Clubes. En las semifinales su equipo enfrentó al Al-Ahly (Egipto) al cual venció por 2 a 1, dicho resultado le permitió acceder a la final ante Barcelona. Inter se coronó campeón, tras ganar por 1 a 0 con gol de Gabiru y se quedó con el torneo. Iarley también tuvo su reconocimiento personal: le otorgaron el balón de Plata, al segundo mejor jugador del torneo.
Un año más tarde disputó la Recopa Sudamericana frente a Pachuca de México, siendo titular en ambos partidos. En el partido de ida el Inter fue derrotado por 2 a 1 con dos goles de Christian Giménez y descontó Pato, pero en la vuelta, el equipo brasileño se impuso por 4 a 0 con goles de Alex, Pinga, Pato, y uno en contra de Mosquera. Por lo tanto, el global fue de 5 a 2 a favor del Inter, lo que le permitió a Iarley conseguir su quinto título.
Continuó en Inter hasta 2008, por torneos locales jugó 130 partidos y 17 compromisos internacionales, en los que convirtió 30 y 1 gol, respectivamente.

## Clubes
| Club                 | País      | Año       |
| -------------------- | --------- | --------- |
| Ferroviário          | Brasil    | 1994      |
| Quixadá              | Brasil    | 1995      |
| C.D. Foios           | España    | 1995-1996 |
| Real Madrid Castilla | España    | 1996      |
| AD Ceuta             | España    | 1997-1998 |
| UD Melilla           | España    | 1999      |
| Uniclinic            | Brasil    | 2000      |
| Ceará                | Brasil    | 2001      |
| Paysandu             | Brasil    | 2002-2003 |
| Boca Juniors         | Argentina | 2003-2004 |
| Dorados de Sinaloa   | México    | 2004-2005 |
| Internacional        | Brasil    | 2005-2008 |
| Goiás                | Brasil    | 2008-2009 |
| Corinthians          | Brasil    | 2010      |
| Ceará                | Brasil    | 2011      |
| Goiás                | Brasil    | 2011-2012 |
| Paysandu             | Brasil    | 2013      |
| Ferroviario          | Brasil    | 2014      |

## Palmarés

### Campeonatos estatales
| Título              | Club          | País               | Año  |
| ------------------- | ------------- | ------------------ | ---- |
| Campeonato Cearense | Ceará         | Ceará              | 2002 |
| Campeonato Gaúcho   | Internacional | Río Grande del Sur | 2008 |
| Campeonato Goiano   | Goias         | Goiás              | 2009 |
| Campeonato Cearense | Ceará         | Ceará              | 2011 |
| Campeonato Goiano   | Goias         | Goiás              | 2012 |
| Campeonato Paraense | Paysandu      | Pará               | 2013 |

### Campeonatos nacionales
| Título                        | Club         | País      | Año    |
| ----------------------------- | ------------ | --------- | ------ |
| Primera División de Argentina | Boca Juniors | Argentina | A-2003 |
| Serie B                       | Goias        | Brasil    | 2012   |

### Campeonatos internacionales
| Título                | Club          | Sede Final   | Año  |
| --------------------- | ------------- | ------------ | ---- |
| Copa Intercontinental | Boca Juniors  | Yokohama     | 2003 |
| Copa Libertadores     | Internacional | Porto Alegre | 2006 |
| Mundial de Clubes     | Internacional | Yokohama     | 2006 |
| Recopa Sudamericana   | Internacional | Porto Alegre | 2007 |

## Distinciones individuales
| Distinción                           | Año  |
| ------------------------------------ | ---- |
| Balón de Plata del Mundial de Clubes | 2006 |